# Balada o vojákovi
Balada o vojákovi (rusky: Баллада о солдате, Ballada o soldate) je sovětský film z roku 1959 režírovaný Grigorijem Čuchrajem. Přestože se odehrává během druhé světové války, není považován za zcela válečný film. V kontextu válečné vřavy líčí různé druhy lásky: romantickou lásku mladého páru, oddanou lásku manželského páru a lásku matky k dítěti, které pozoruje voják Rudé armády na své cestě domů. Film vznikl v Mosfilmu a získal několik cen, včetně ceny BAFTA Award for Best Film From Any Source a byl nominován na Oscara za nejlepší původní scénář.

## Obsazení
- Vladimir Sergejevič Ivašov jako vojín Aljoša Skvortsov

- Žanna Trofimovna Prochorenková jako Šura
- Antonina Maximova jako matka
- Nikolaj Krjučkov jako generál
- Jevgenij Urbanskij jako Vasja
- Elza Ivanovna Leždějová jako Vasjova žena
- Alexandr Kuzněcov jako Gavrilkin
- Jevgenij Tětěrin jako poručík
- Valentina Markova jako Liza (Pavlova žena)
- Marija Kremňova jako Zoja (sousedka)
- Vladimir Pokrovskij jako Pavlův otec
- Georgij Jumatov jako seržant
- Gennadij Juchtin jako vojín Serjoža Pavlov
- Valentina Telegina jako řidička dodávky
- Lev Borisov jako voják ve vlaku
- Jevgenij Jevstignějev jako řidič dodávky

## Zajímavosti
Dvěma představitelům hlavních rolí, Ivašovovi a Prochorenkové, bylo oběma pouhých devatenáct let a neměli mnoho hereckých zkušeností. Grigorij Čuchraj komentoval svůj výběr obsazení: "Šli jsme do velkého rizika. Bylo riskantní dávat hlavní role dosti nezkušeným hercům. Málokdo by to v té době udělal, ale my jsme se odvážili a poté nelitovali. Voloďa a Žanna dali filmu to nejcennější zabarvení, tedy spontánnost a kouzlo mládí."